# Central 23
Central 23 es un estudio de diseño británico que diseña y fabrica tarjetas de felicitación, papel de regalo y diversos productos relacionados con el regalo. En 2023, adquirió relevancia al haber vendido más de 1,5 millones de tarjetas en todo el mundo. Los fundadores aparecieron en la serie How I Made It de The Sunday Times en 2024.

## Historia
Central 23 se fundó en Marylebone, Londres, y pronto consiguió un importante pedido de Urban Outfitters. Fundada en 2016 por Marcus Ereira y Luke Shelley, la empresa se expandió rápidamente, ofreciendo productos traducidos del inglés al alemán, francés, español e italiano. Ahora están disponibles en 12 países.